# Le Gaboteur
Le Gaboteur est le seul journal de langue française dans la province de Terre-Neuve-et-Labrador.
Il retrace la petite et la grande histoire des francophones installés dans les communautés du Labrador, sur la Côte-Ouest et dans la péninsule d'Avalon.
À l'origine un projet de la Fédération des francophones de Terre-Neuve et du Labrador, Le Gaboteur a pris son élan et est maintenant une corporation indépendante.
Le journal a vu le jour le 5 octobre 1984 à Saint-Jean, la capitale Terre-Neuvienne. En 1986, il devient bimensuel, une périodicité qui est toujours en vigueur aujourd'hui.
L'année 1987 marque son déménagement à Stephenville pour être plus proche de la communauté francophone installée massivement sur la Côte-Ouest. Treize ans plus tard, en 2000, il se réinstalle à Saint-Jean. Le journal est maintenant situé au 223-233, rue Duckworth, dans le Centre ville de st john's .
Avec 24 pages et 700 copies à chaque édition, Le Gaboteur propose de nombreuses rubriques : communautaire, actualités, focus, vie pratique, jeunesse, jeux ... Le journal est également décliné selon les trois plus grandes régions francophones de la province : Labrador, Côte-Ouest et péninsule d'Avalon.
Les bureaux sont situés à Saint-Jean, mais Le Gaboteur travaille avec des collaborateurs installés à Labrador City et dans la péninsule de Port-au-Port.
Le Gaboteur est affilié à l'Association de la presse francophone qui regroupe des journaux canadiens de langue française à l'extérieur du Québec. 
Le Gaboteur a reçu en juillet 2006 le prix de l'Association de la presse francophone (APF) pour le meilleur éditorial de l'année. En juillet 2010, l’Association de la presse francophone a également décerné au journal Le Gaboteur la deuxième mention dans la catégorie du Prix d’excellence générale pour le journal le plus complet, ainsi qu’une deuxième mention pour le meilleur éditorial de l’année.
La publicité s'effectue par le biais de la société de représentation commerciale Ligne Agate.